# Боливийско-чилийские отношения
Боливийско-чилийские отношения — двусторонние дипломатические отношения между Боливией и Чили. Протяжённость государственной границы между странами составляет 942 километра.

## История
В двадцатом веке основным внешнеполитическим вектором Боливии являлись требования о предоставлении выхода к побережье Тихого океана, эти боливийские территории чилийцы захватили во время Второй войны на Тихом океане. В начале 1980-х годов президент Боливии Эрнана Силеса Суасо искал поддержку у Движения неприсоединения. Хотя Боливия находила поддержку у некоторых стран насчет своих территориальных претензий на чилийскую территорию, но это международное давление на Чили не принесло никаких перемен. Чили отказалась вести переговоры с Боливией, контакты между странами сохраняются на уровне многосторонних организаций, таких как: Движение неприсоединения и Организация американских государств.
В 1985 году отношения с Чили изменились после избрания Виктора Пас Эстенссоро президентом Боливии. Виктор встретился со своим чилийским коллегой Аугусто Пиночетом с целью попробовать договориться насчёт выхода к морю для Боливии. Эстенссоро предложил передать Боливии шестнадцать километров чилийской территории, которая располагается к северу от города Арика и проходит параллельно перуанской границе. 10 июня 1987 года Чили отвергла предложение Виктора, что стало шоком для правительства Боливии. Правительство Пас Эстенссоро, уверенное в успешном подписании соглашения, было серьезно потрясено этим внешнеполитическим поражением. В Боливии прокатилась очередная волна античилийских протестов. Члены общественных организаций Боливии объявили символический бойкот чилийских продуктов.
В декабре 2005 года страны подписала свое первое двустороннее торговое соглашение, что позволило попасть в Чили без пошлин большинству боливийских товаров. Также Боливия и Чили подписали соглашение о безвизовом режиме для граждан. В 2006 году президент Чили Рикардо Лагос присутствовал на инаугурации президента Боливии Эво Моралеса, что было воспринято как первый шаг в улучшении двусторонних отношений. Тем не менее, боливийское руководство решило оставить в силе требования о доступе к Тихому океану, что не позволило дальнейшему развитию отношений. В начале 2011 года президент Боливии Эво Моралес объявил о своем намерении подать иск в Международный суд ООН.
В апреле 2014 года отношения между странами вновь ухудшились, так как Боливия подала на Чили иск в Международный суд ООН с требованием предоставить стране выход к морю за счет чилийской территории. 23 марта 2015 года в Боливии отмечали праздник День моря, боливийские солдаты были в форме военно-морских сил, что негативно было воспринято политиками Чили.